# Atashi
Singles de Anna Tsuchiya
Brave Vibration
(2009) Shout in the Rain
(2010)
Atashi est le 11e single de Anna Tsuchiya sorti sous le label MAD PRAY RECORDS le 21 juillet 2010 au Japon. Il atteint la 68e place du classement de l'Oricon, et reste classé pendant 2 semaines, pour un total de 1 533 exemplaires vendus.
Hey You! a été utilisé comme campagne publicitaire pour au by KDDI. Atashi et Hey You! se trouvent sur l'album Rule.

## Liste des titres
| 1. | Atashi                                             | Anna Tsuchiya     | Yusuke Itagaki       | 3:53 |
| 2. | Hey You!                                           | 大宮エリー        | 赤松隆一郎, 和田耕平 | 2:39 |
| 3. | Brave Vibration (Anna Tsuchiya Mush Up INFINITY16) | Michiko Motohashi | INFINITY16           | 3:30 |

| 1. | Atashi |  |